# Herman Palm
Carl Herman Palm, född 18 maj 1863 i Norra Kyrketorps socken, Skaraborgs län, död 24 november 1942 i Kungsbacka, Hallands län,, var en svensk präst, redaktör och tonsättare. Han var kusin till Carl Ulrik Palm.

## Biografi
Palm blev teologie kandidat vid Uppsala universitet 1902. Efter att ha avlagt organistexamen 1897 verkade han som organist vid Uppsala domkyrka 1898–1904, och som lärare i liturgisk sång vid Uppsala universitet 1904–1911. Från 1911 var han kyrkoherde i Sånga och Skå. Som tonsättare framträdde Palm med solosånger, barnvisor och manskvartetter. Han utgav dessutom smärre kyrkomusikaliskt orienterade uppsatser som Om Harald Vallerius och redaktionen av 1697 års svenska psalmbok (1904) och Om folktonen i den lutherska församlingssången (1910). Tillsammans med Oscar Sandberg och Harald Fryklöf utgav han en samling kyrkliga a cappellakörer, Musica sacra (1915–1916).
Palm verkade bland annat som fängelsepräst vid Långholmens centralfängelse under en följd av år. I sina kontakter med fångar samlade han material om knackspråket, det hemliga språk som fångarna använde mellan sig. Han publicerade 1910 artikeln Hemliga språk i Sverige som avhandlar detta, i tidskriften Svenska landsmål och svenskt folkliv.
Tillsammans med Richard Norén och Johnny Roosval redigerade Palm tidskriften Kult och konst – tidskrift för hymnologi, kyrkomusik, kyrklig bildande konst samt liturgiska frågor i allmänhet åren 1905–1907. Tidskriften lades ned året därpå.

## Kompositioner
- Har du sett herr Kantarell, tonsättning av Jeanna Oterdahls text
- Under rönn och syren, tonsättning av Zacharias Topelius text